# رضا صدیقی
رضا صدیقی (زاده ۱۳۴۴ تبریز) فعال سیاسی اصولگرا و نماینده دوره دوازدهم مجلس شورای اسلامی از حوزه انتخابیه تبریز، آذرشهر و اسکو.
رضا صدیقی از اعضای سپاه پاسداران انقلاب اسلامی بوده و در دولت دهم و یازدهم فرماندار شهرستان اهر بوده است.
وی عضو کمیسیون اجتماعی مجلس دوازدهم است و چهره ای اصولگرا به حساب می‌آید.